# 系统关系图

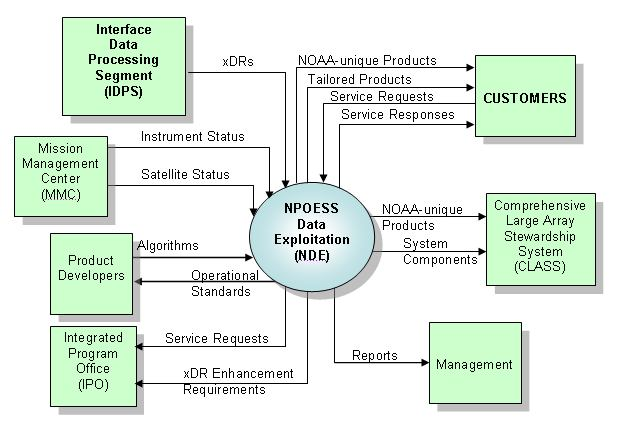
系统關係图示例.

系统關係图（英語：System Context Diagram，縮寫：SCD）也稱為系统环境图，是软件工程和系统工程中的一种圖表，表示系统的邊界，以及系统外實體（行為者）和系統之間的交互關係。这种图表是系统的最高层次视图。它与方块图类似。

## 概览
系统關係图可以顯示一個軟體系統的整體和其輸入及輸出之間的關係。依照Kossiakoff和Sweet的定義：
系统關係图……呈現所有會和系統互動的外部實體……這個圖會將系統放在中央，不會畫出其內在結構，周圍是與其互動的其他系統、環境及活動。系统關係图的目的是專注在開發完整系統需求及限制時，需要考慮的外界因素及事件。
系统關係图一般是用在專案的初期，為了對於需探討的範圍達成共識所使用系统關係图一般會附在需求文件中，專案的所有利害相關人都需看過系统關係图，因此系统關係图需用通俗易懂的語言書寫，利害相關人才能了解其中的內容。

## 建立方块
系统關係图中會有以下二種元素：
- 實體（行為者）：是有標籤的方块，在中央的表示系統．周圍的許多方塊表示外部的行為者。
- 關係：外部行為者和系統之間的有標籤連線。

系统關係图也可以用許多不同的圖案來表示外部的實體，可能是卵形、简笔人物画、图像、美工圖案等圖案來表示其意義。決策樹和資料儲存一般會用在系統流程圖。
系统關係图中也可以將外部實體分為簡單的幾類：，可以較清楚的分類和系統有交互作用的外部實體，這些分類包括：
- 主動：動態的外部實體，為達到特定目的．會頻繁的啟動一些事件（例如：文章讀者、顧客）。
- 被態：靜態的外部實體，不會頻繁的和系統互動（例如：文章編輯、資料庫管理者）。
- 合作：可預測的外部實體．為系統產生一些預期的輸出（例如：網路服務提供者、船舶公司）。
- 獨立：和系統隔離的外部實體，但以間接的方式影響系統．可能是用導入限制或是其他類似的影響（例如：監管委員會、標準工作組）。

## 替代工具
最好的系统关系圖是顯示系統高層次的運作，或是在邏輯上系統如何運作和互相影響。在定義系統和行為者、系統和系統的互動基線時，系统关系圖是一個必備的工具。以下是一些替代系统关系圖的工具：

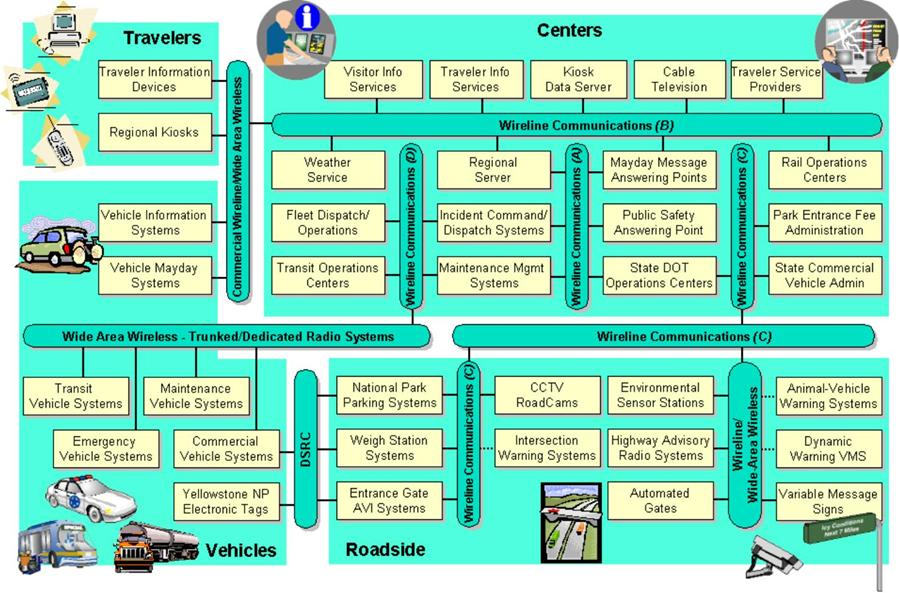
架構互連圖的範例

- 架構互連圖（Architecture Interconnect Diagram）：右圖是一個架構互連圖的範例，是阿爾伯克基警局針對阿爾伯克基區域ITS（智慧型運輸系統）的架構互連圖，利用Turbo Architecture工具繪製。每一個方塊表示一個單位，有底色部份有標示利益相關者的名稱．方塊之間的實線表示已有的互連，虛線表示計劃中的互連[7]。
- 商業模式圖，是一個策略模版．可用在開發新商業模式或是記錄已有的商業模式。商業模式圖是一個視覺化的表，其元素描述企業的價值主張、基礎架構、客戶及財務。有助於企業在調整其活動時，說明其相關的潛在權衡關係。
- 企業資料圖（Enterprise data model）：這種資料模式是在2005年來自Simsion，可以包括50到200項實體類別，其結果是具體的「資料建模的高度通用化」[8]。
- IDEF0最上層关系图：IDEF0（英语：IDEF0）程序由識別待分解的原始機能開始。此機能會在「最上層关系图」中識別，也會定義特定IDEF0分析的範圍。
- 問題圖（Problem Diagrams）：除了系统关系图中列出的內容外．问题框架方法（英语：Problem frames approach）中的問題圖也可以呈現需求及需求参照（requirements reference）。
- 使用案例图（英语：Use case diagram）：统一建模语言圖表中的一種。以類似的抽象層級顯示專案的範圍。不過使用案例图專注在行為者和系統互動的目的，不會列出任何的作法。使用案例图呈現一個使用案例，會有使用案例目的的文字描述，例如：客戶下訂單。

上述圖表中，只要互連的數量不多，多半都可以運作的不錯，但若互連的數量超過二十個，大部份的圖表就會變的相當複雜，難以閱讀。

## 相关内容
- 資料流程圖
- 事件分割（英语：Event partitioning）
- 圖示法列表（英语：List of graphical methods）
- 網路圖（英语：Network diagram）
- 需求分析
- 软件开发过程
- 系统分析

## 资料来源
1. ↑  NDE Project Management 的存檔，存档日期2008-11-07. (NPOESS) Data Exploitation web site. 2008.
2. ↑  Alexander Kossiakoff, William N. Sweet (2003). Systems Engineering: Principles and Practices p. 413.
3. ↑  Alexander Kossiakoff, William N. Sweet (2011). Systems Engineering: Principles and Practices p. 266
4. ↑  Richard Wiener (1998) Journal of Object-oriented Programming. Vol 11. p. 68
5. ↑  Suzanne Robertson, James C. Robertson (2006) Mastering the Requirements Process. Pearson Education, 17 mrt. 2006
6. ↑  這裡有一個外部實體分類的範例System Goal Modelling using the i*: Approach in RESCUE （页面存档备份，存于） Centre HCI Design, 27th February 2003
7. 1 2 3  US Department of Transportation, Office of Operations (2006)Regional ITS Architecture Guidance Document （页面存档备份，存于）. July 2006
8. ↑  Graeme C. Simsion, Graham C. Witt (2005). Data Modeling Essentials. p. 512.